# جسر جمرين
جسر جمرين هو جسر روماني في قرية جمرين بالقرب من مدينة بصرى القديمة في جنوب سوريا. ينتمي الجسر إلى الطريق الروماني المؤدي إلى سوادا ديونيسياس (السويداء)، ويعبر وادي الزيدي على بعد كيلومترات شمال بصرى.
اليوم، يقدم الهيكل نفسه بشكل أساسي كهيكل عظمي مقوس: في حين أن الأقواس الثلاثة الدائرية المصنوعة من البازلت المحلي، لا تزال موجودة، تم إزالة الطريق والملء لفضح أعلى أقبية القوس. تجبر السدود التي تعمل بشكل غير مباشر على جانبي الوادي المياه في قاع النهر تحت الجسر.
نجا ما لا يقل عن جسرين رومانيين آخرين فوق وادي الزيدي، جسر خربا وجسر الطيبة، حتى يومنا هذا.